# جيرمانو فايلاتي
جيرمانو فايلاتي (بالألمانية: Germano Vailati) (مواليد 30 أغسطس 1980) هو لاعب كرة قدم سويسري يجيد اللعب في مركز حراسة المرمى، ويلعب حاليًا لنادي بازل السويسري.

## بطولات وإنجازات اللاعب

### بازل
- دوري السوبر السويسري: 2012-2013، 2013-2014 , 2014-2015، 2015-2016.

## روابط خارجية
- جيرمانو فايلاتي على موقع قاعدة بيانات كرة القدم.إي يو (الإنجليزية)
- جيرمانو فايلاتي على موقع Soccerway.com (الإنجليزية)
- جيرمانو فايلاتي على موقع عالم كرة القدم.نت (الإنجليزية)
- جيرمانو فايلاتي على موقع AS.com (الإسبانية)

- Germano Vailati